# Afronatrix anoscopus
Afronatrix anoscopus är en ormart som beskrevs av Cope 1861. Afronatrix anoscopus är ensam i släktet Afronatrix som ingår i familjen snokar. Inga underarter finns listade i Catalogue of Life.
Arten förekommer i västra och centrala Afrika från Senegal till Kamerun. Afronatrix anoscopus lever vid vattenansamlingar och den simmar ofta. Habitatet utgörs främst av regnskogar och träskmarker. Arten hittas även i landskap där savanner, buskskogar, jordbruksmark och fruktodlingar bildar en mosaik. Honor lägger ägg.
Regionalt kan skogsavverkningar och andra landskapsförändringar utgöra ett hot. Hela populationen anses vara stabil. IUCN kategoriserar arten globalt som livskraftig.

## Bildgalleri

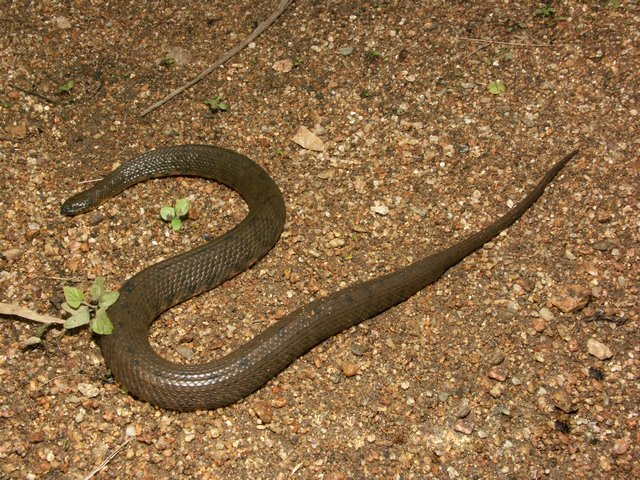